# آمازوناس (برزیل)
آمازوناس ([amaˈzonɐs] ایالتی در برزیل است که در منطقه شمالی در گوشه شمال غربی این کشور واقع شده است این ایالت بزرگترین ایالت برزیل از نظر مساحت و نهمین بخش بزرگ کشور در جهان و بزرگترین در آمریکای جنوبی است که از مجموع مناطق اروگوئه، پاراگوئه و شیلی بزرگتر است این کشور که بیشتر در نیمکره جنوبی قرار دارد، سومین بخش بزرگ کشور در نیمکره جنوبی پس از ایالت‌های استرالیای استرالیای غربی و کوئینزلند است. به طور کامل در نیمکره غربی، چهارمین بزرگترین در نیمکره غربی پس از گرینلند، نوناووت و آلاسکا است. این کشور شانزدهمین کشور بزرگ از نظر مساحت، کمی بزرگتر از مغولستان خواهد بود ایالت‌های همسایه (از شمال در جهت عقربه‌های ساعت) رورایما، پارا، ماتو گروسو، روندونیا و آکر هستند. این کشور همچنین با کشور‌های پرو، کلمبیا و ونزوئلا هم مرز است. این شامل دپارتمان‌های آمازوناس، واپس و گواینیا در کلمبیا، و همچنین ایالت آمازوناس در ونزوئلا، و منطقه لورتو در پرو است آمازوناس از روی رودخانه آمازون نامگذاری شده است و قبلاً بخشی از نایب السلطنه امپراتوری اسپانیا در پرو، منطقه‌ای به نام اسپانیایی گویان بود. در اوایل قرن ۱۸ توسط پرتغالی‌هایی که از برزیل به سمت شمال غربی حرکت می‌کردند مستقر شدند و پس از معاهده مادرید در سال ۱۷۵۰ به امپراتوری پرتغال ملحق شدند. در سال ۱۸۸۹ به ایالتی تحت اولین جمهوری برزیل تبدیل شد
بیشتر ایالت جنگل‌های استوایی است. شهر‌ها در امتداد آبراه‌های قابل کشتیرانی جمع شده‌اند و فقط با قایق یا هواپیما قابل دسترسی هستند. پایتخت و بزرگترین شهر مانائوس است، شهری مدرن با ۲. ۱ میلیون نفر جمعیت در وسط جنگل در رودخانه آمازون در ۱۵۰۰ کیلومتری بالادست اقیانوس اطلس. نزدیک به نیمی از جمعیت ایالت در این شهر زندگی می‌کنند. سایر شهر‌های بزرگ، پرینتین ها، ماناکاپورو
، ایتاکواتیرا، تفه و کواری نیز در امتداد رودخانه آمازون در نیمه شرقی ایالت قرار دارند.

#### جمعیت شناسی
این جمعیت ۱. ۹ درصد از جمعیت برزیل را تشکیل می‌دهد شهر‌های تجاری اصلی عبارتند از: بارسلوس، بنجامین کنستان، ایرونپه، ایتاکوآتیارا، لابرا، ماناکاپورو، ‌مانیکوره، پارینتیس و تفه این ایالت در اوایل قرن بیستم به دلیل دوره طلایی لاستیک و پس از نصب قطب صنعتی مانائوس در دهه ۱۹۶۰ به رشد جمعیت بسیار زیادی دست یافت. این ایالت همچنان نرخ جمعیت را بالاتر از میانگین ملی حفظ می‌کند. در دهه ۱۹۵۰، رشد جمعیت این ایالت ۳. ۶ درصد در سال بود، در حالی که برزیل رشد ۳. ۲ درصدی را حفظ کرده است. در دوره بین سال‌های ۱۹۹۱ تا ۲۰۰۰، آمازون ۲. ۷ درصد در سال رشد کرد در حالی که میانگین ملی در ۱. ۶ درصد باقی ماند. برای سال ۲۰۱۸، برآورد ۴، ۰۸۰، ۶۱۱ نفر است ترکیب جمعیت آمازون بر اساس جنسیت نشان می‌دهد که به ازای هر ۱۰۰ زن ساکن این ایالت، ۹۶ مرد وجود دارد. این عدم تعادل کوچک بین جنسیت به این دلیل است که طول عمر زنان هشت سال بیشتر از مردان است. با این حال، مهاجرت به ایالت بیشتر مردان است پایتخت، مانائوس، بزرگترین شهر در منطقه شمالی است که حدود ۲، ۱۴۵، ۴۴۴ سکنه دارد. ۵۲ درصد از جمعیت ایالت در این شهر زندگی می‌کنند.آمازوناس دومین حوزه بزرگ در شمال برزیل است، با ۲، ۴۲۸، ۰۹۸ رای دهنده،  طبق دادگاه عالی انتخابات شهرنشینی: ۷۷. ۶% (۲۰۰۶)؛ رشد جمعیت: ۳. ۳٪ (۱۹۹۱-۲۰۰۰). خانه: ۸۱۹۰۰۰ (۲۰۰۶)  آخرین سرشماری PNAD (پژوهش ملی برای نمونه محل سکونت) اعداد زیر را نشان داد: افراد پاردو (چند نژادی) (۶۸. ۹۸٪)، سفیدپوستان (۲۱. ۲۱٪)، مردم بومی (۴. ۸۰٪)، سیاه پوستان (۴. ۰۹٪) و آسیایی. افراد (۰. ۹۱%) بر اساس یک مطالعه ژنتیکی در سال ۲۰۱۳، اصل و نسب ساکنان مانائوس ۴۵. ۹٪ اروپایی، ۳۷. ۸٪ بومیان آمریکایی و ۱۶. ۳٪ آفریقایی است.
قومیت های آمازوناس در سال 2010.
GARCIA, Etelvina (2005). Manaus:Referências Históricas [Manaus: Historical References] (in Portuguese). Norma.
1. ^ Real Academia Hispano Americana de Ciencias, Artes y Letras[۳]

1. "Delle nauigationi et viaggi[۴]". In Venetia, : MDCVI. Appresso i Giunti. 1606.

1. "Radar IDHM: evolução do IDHM e de seus índices componentes no período de 2012 a 2017[۵]" (PDF) (in Portuguese). PNUD Brasil. Retrieved 18 April 2019.